# Egyesített címer
Az egyesített címer olyan összetett címer, mely nemcsak egy, hanem több pajzsból áll. Az egyesített címer általában több különálló címert egyesít több pajzson. Az egymástól eltérő pajzsok új címerviselő neve alatt szerepelnek tovább.
Az egyesítés történhet: a.) a pajzsok összeállítása által, amikor kettőt egymás felé dőlve, hármat háromszögben, négyet egymás alá 1.2.1 sorrendben, ennél többet általában félkörben és körben állítanak össze, az utóbbi esetben a főcímer középen van; b.) a pajzsok egymás mellé állításával úgy, hogy szélükkel érintik egymást (ez lehet szorosan egymás mellé állított pajzspár: la: scuta glutinata, fr: écus accolés, de: Zusammengeschoben; valamint egymás mellé állított pajzspár: la: nuda juxta positio, fr: placé de côté, de: Nebeneinandergesetzt); c.) a pajzsok összekötése által (ami főként a házassági címerek egyik fajtája, a kötél pedig a szerelemkötél). (Ezen két utóbbi egyesítési módot egynek is lehet venni.)

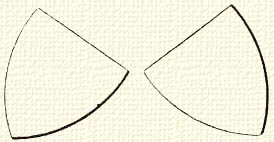
Egymás felé dőlt pajzspár
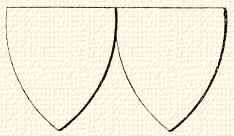
Szorosan egymás mellé állított pajzspár
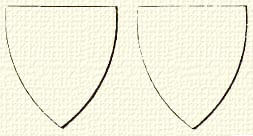
Egymás mellé állított pajzspár
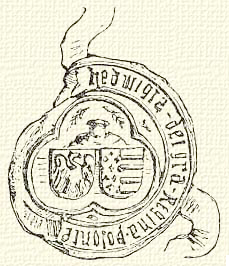
Egymás mellé állított pajzspár Hedvig királyné pecsétjén
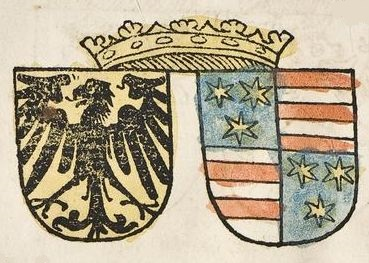
Egymás mellé állított pajzspár Cillei Borbála királyné kettős címerében, Ulrich Richental krónikájából
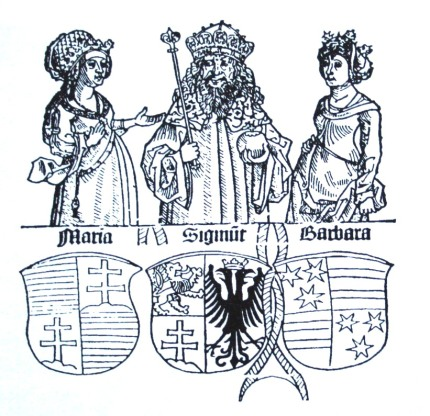
Összekötött címer, Zsigmond király feleségeivel
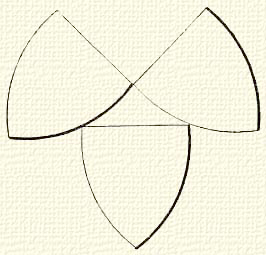
Három pajzs összetétele
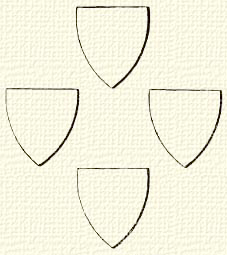
Négy pajzs összetétele
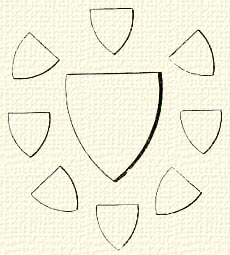
Több pajzs összetétele
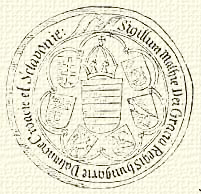
Hét pajzs egyesítése Mátyás király pecsétjén, 1477